# Raúl Sánchez (torero)
Raúl Sánchez Herrero (San Román de los Montes, Toledo, 14 de diciembre de 1940-Talavera de la Reina, 29 de julio de 2020) fue un torero, ganadero y empresario taurino español.

## Trayectoria
Debutó en la plaza de toros de Madridejos y después de ocho años como novillero recibió la alternativa en la plaza de toros de Arenas de San Pedro (provincia de Ávila) en 1968. El 17 de marzo de 1968 debutó en Las Ventas de Madrid, lugar donde repitió el 1 de mayo de ese mismo año, en el que resultó corneado por un toro de Sotillo Gutiérrez. El 1 de septiembre fue de nuevo corneado en El Barco de Ávila por una res de la ganadería Ángel Rodríguez de Arce. En 1969 debutó en la plaza de toros de Vista Alegre de Madrid, tras el triunfo obtenido, el plaza repitió en ocho ocasiones consecutivas en la misma plaza, siendo sacado a hombros hasta el Puente de Toledo. Una fotografía de Raúl Sánchez fue la imagen de España en la Exposición internacional de Osaka, Expo 70.
Raúl Sánchez, muy vinculado a Talavera de la Reina, tomó la alternativa en esta localidad 24 de julio de 1971 con toros de Cortijoliva siendo su padrino Ángel Teruel y el testigo José Luis Parada. Confirmó la alternativa en Las Ventas el 4 de junio de 1972 apadrinado por José Ruiz "Calatraveño" y Manolo Ortiz de testigo. En esta plaza fue donde toreó en más ocasiones en los festejos de verano y también donde consiguió más triunfos. En 1977 volvió a ser herido en Talavera de la Reina cuando toreaba con Paco Camino y Ángel Teruel. Se retiró definitivamente de los ruedos en el año 1989 en una corrida junto con Miguel Báez Espínola "El Litri" y Juan Antonio Ruiz "Espartaco".
Tras su retirada definitiva, Raúl Sánchez continuó vinculado al mundo del toro siendo empresario de plazas de toros portátiles y asesor en temas de toros de varios foros y ayuntamientos.
En 2015 se inauguró un busto en los jardines del Prado de Talavera. Falleció el 29 de julio de 2020 en Talavera de la Reina, a causa de una enfermedad que padecía tiempo atrás.